# دومنیک مافهام
دومنیک مافهام (به انگلیسی: Dominic Mafham) (زاده ۱۱ مارس ۱۹۶۸) بازیگر انگلستانی است.
از کارهای معروف او می‌توان به بازی در فیلم تیراندازی ماهی اشاره کرد.